# Al enemigo ni agua
Al enemigo ni agua es el título del decimocuarto álbum de estudio del grupo de rock español Porretas. Se publicó el 3 de febrero de 2015 a través del sello discográfico Rock Estatal Records.
El disco contó con la colaboración de varios artistas, como Fernando Madina (Reincidentes),  Vezino y Chino de Andanada 7, o Martín Perrín Sánchez, así como otras voces en los coros.

## Lista de canciones
1. Bankiarota
2. En mi barrio
3. Atrapa un ladrón
4. En las cunetas
5. Caradeculo
6. Los amigos
7. Tú eres así
8. Siempre estarán
9. Mi abuelo Amadeo
10. Un mal trago
11. Ska-Pate

## Formación
- Pajarillo: bajo y voz.
- El Bode: guitarra y voz.
- Manolo: guitarra.
- Luis: batería.

En la portada aparecen los nombres de los cinco componentes oprginales del grupo, a pesar de que Robe, falleció en 2011.